# كثافة نارية

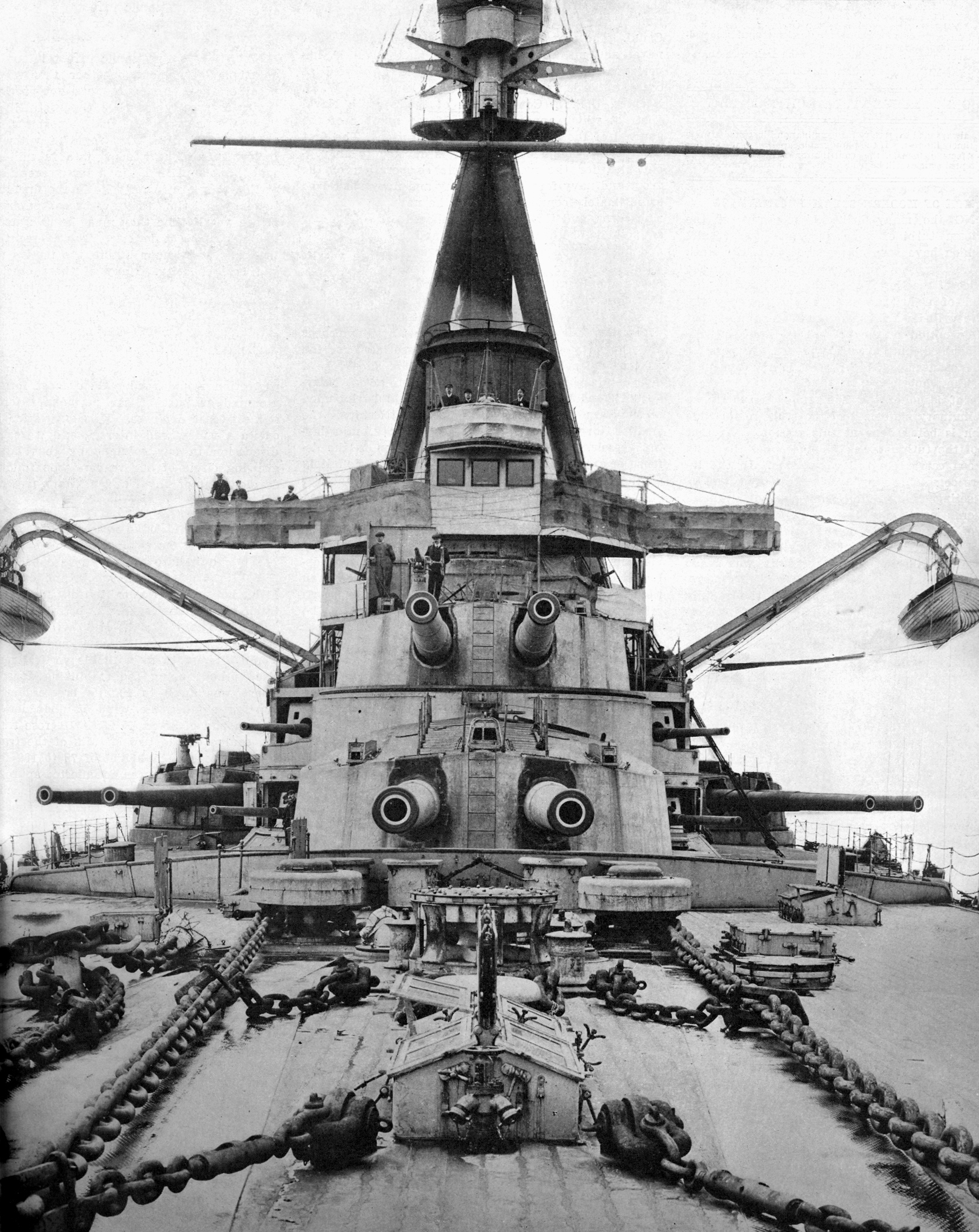

تتمثل فكرة التسلح للحصول على كثافة نارية أكبر في تحديد موقع برجين (أو أكثر) في خط حيث يكون  أحدهما خلف الآخر، ولكن مع وجود البرج الثاني فوق ("super") البرج الموجود أمامه حتى يمكن للبرج الثاني أن يطلق النار فوق البرج الأول. يعني هذا التكوين أن الأبراج الأمامية أو الخلفية يمكن أن تطلق النار على أي هدف داخل قطاعها، حتى عندما يكون الهدف في نفس المستوى الرأسي.